# Somua S-35
El Somua S-35 era un tanque medio empleado por el Ejército de Tierra Francés durante la Segunda Guerra Mundial. Se trataba de un vehículo construido por la empresa francesa SOMUA (Société d´Outillage Mécanique et d´Usinage d´Artillerie), subsidiaria de la empresa Schneider. Está considerado como el mejor tanque del ejército francés en servicio durante la campaña de Francia en 1940.

## Características

### Diseño
Habiéndose alcanzado una cifra de producción de un total de 430 ejemplares, se trataba de un vehículo dotado de la suficiente rapidez, provisto de un blindaje adecuado y armado con un SA 35 de 47 mm. Equipado con una torreta pensada para un único tripulante, el comandante debía además actuar como artillero, lo que impedía aprovechar plenamente el armamento principal del vehículo.

### Identificación
Tiene una carrocería de mayor altura que la del D2, con un cañón más largo y una cúpula mayor (APX1 CE).

## Historial
Su nombre procede de la Société d'Outillage Mécanique et d'Usinage d'Artillerie (Sociedad de Herramientas Mecánicas y de Fabricación de Artillería) ubicada en la localidad de Saint-Ouen (Sena-San Denis). En 1935 dicha sociedad procedió a la fabricación de un primer prototipo del vehículo, planificado según un concepto nuevo, al que el que el Ejército francés bautizó con el nombre de Automitrailleuse de Combat (AMC) modèle 1935 Somua (Autoametralladora de Combate modelo 1935 Somua).
Sobre la base de un concepto profundamente innovador para la época, el S-35 poseía una carrocería moldeada, atornillada mediante pernos, lo que le convertía en un vehículo modular. No obstante, en razón de los erróneos planteamientos existentes en ese momento, estaba previsto inicialmente que únicamente el tanque del jefe de pelotón estuviese equipado con radio (del modelo ER 29), por lo que dicho vehículo no podía establecer comunicación con sus subordinados sino a través de banderas de señales. Es cierto que se encontraba en estudio la posibilidad de equipar a dichos tanques con una radio del modelo ER, pero esta modificación no pudo entrar en servicio antes del 10 de mayo de 1940, fecha del inicio de la Batalla de Francia.
Su fabricación en serie quedó limitada en razón de las bajas cifras de órdenes de construcción de nuevos vehículos hechas por el Estado Mayor del ejército francés (únicamente un centenar de nuevos vehículos al año entre 1938 y 1939, y ello a pesar de que las capacidades productivas de la empresa SOMUA eran ciertamente superiores. De este modo, apenas poco más de 400 Somua S-35 habían sido producidos hasta mayo-junio de 1940, y todos ellos participaron en los combates de la Batalla de Francia, incluyendo aquellos recién salidos de las cadenas de montaje y puestos en manos de las inexpertas tripulaciones de la 4ª División Blindada francesa, a cuyo frente se encontraba un personaje por aquel momento casi desconocido pero que pronto destacaría en la historia, el futuro general Charles de Gaulle.

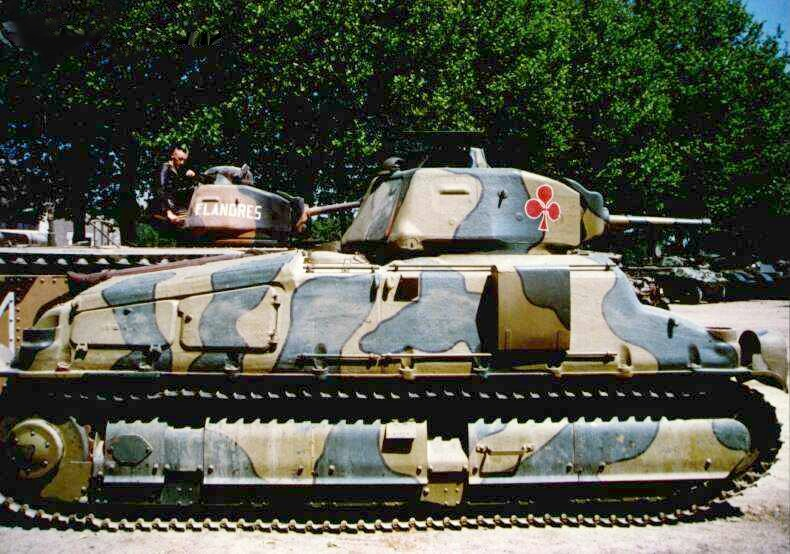
Vista lateral de un Somua S-35 conservado en el Musée des Blindés de Saumur

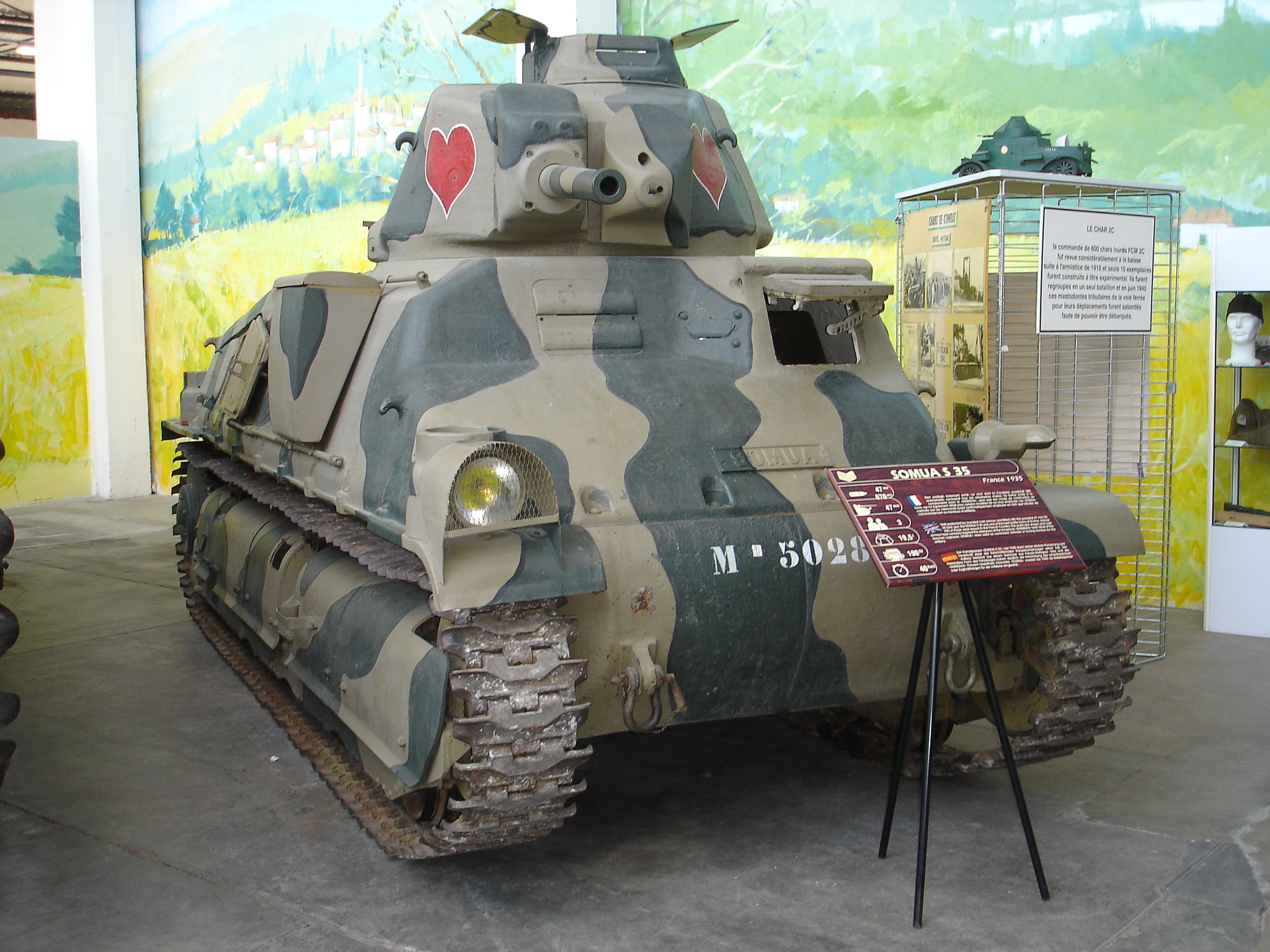
Vista frontal de un Somua S-35 conservado en el Musée des Blindés de Saumur.

El Ejército francés concentró los Somua S-35 en las llamadas Divisiones Ligeras Mecánicas, exactamente igual que lo que la Wehrmacht hacía con sus divisiones panzer.
El día 11 de mayo de 1940 tuvo lugar la primera gran batalla de la historia en la que tomaron parte en forma destacada los carros de combate, y los Somua S-35 tuvieron amplia participación en la misma, en Bélgica, en el eje Maastricht-Tongres.
Tras la derrota de Francia, seguida por la firma del Armisticio del 22 de junio de 1940 entre el nuevo régimen francés, la llamada Francia de Vichy del mariscal Philippe Pétain, y la Alemania nazi de Adolf Hitler, los franceses sabotearon o destruyeron algunos de los vehículos que no habían sido destruidos en los combates precedentes, pero en cualquier caso los alemanes consiguieron apoderarse de un buen número de tanques Somua S-35 (aproximadamente 297). Inicialmente el Heer pensó en hacer uso de estos tanques capturados al mismo nivel que sus propios Panzer III, que en ese momento eran escasos en sus propias existencias de tanques. No obstante, rápidamente desistieron de su utilización, debido esencialmente a que consideraron que su torreta, con una única plaza, era poco efectiva. Finalmente, desmontaron las torretas de los S-35 capturados, y efectuaron la reconversión de los mismos en tanques de entrenamiento, reservando también algunos vehículos para su uso en campaña contra los partisanos en diferentes lugares, denominando al vehículo resultante como Panzerkampfwagen 35 S 739. Al avanzar la guerra, algunos S-35 fueron enviados al Frente del Este, mientras que algunos otros fueron cedidos a sus aliados del Regio Esercito italiano. Curiosamente, uno de estos últimos, que fue capturado por los partisanos yugoslavos, volvió por segunda vez a prestar servicio entre los Aliados.
En junio de 1944, durante la batalla de Normandía, cuando la Wehrmacht echaba mano de todos los recursos a su alcance para sostener la lucha contra las tropas aliadas, los alemanes recuperaron algunos de estos para el combate. A medida que, por la retirada alemana, los Aliados iban capturando algunos de estos vehículos, los cedían a las Fuerzas Francesas Libres, que los ponían nuevamente en servicio contra los alemanes.